# Melanconidaceae
Melanconidaceae es una familia de hongos en el orden Diaporthales, clase Sordariomycetes.

## Géneros
La siguiente es una lista de géneros en Melanconidaceae, según el 2007 Outline of Ascomycota. La ubicación de Gibellia en esta familia es incierta.
- Botanamphora
- Ceratoporthe
- Cytomelanconis
- Dicarpella
- Dictyoporthe
- Freminaevia
- Gibellia
- Hypophloeda
- Kensinjia
- Macrodiaporthe
- Massariovalsa
- Mebarria
- Melanamphora
- Melanconiella
- Melanconis
- Melogramma
- Phragmodiaporthe
- Plagiophiale
- Plagiostigme
- Prosthecium
- Prostratus
- Pseudovalsa
- Pseudovalsella
- Wehmeyera
- Wuestneia
- Wuestneiopsis